# Lurøy
Lurøy este o comună din provincia Nordland, Norvegia.